# Adam Thomson
Adam John Thomson (Christchurch, 13 marzo 1982) è un rugbista a 15 neozelandese, terza linea, campione del mondo nel 2011 con gli All Blacks.

## Biografia
Esordiente con Otago nel National Provincial Championship del 2004, debuttò nella relativa franchise di Super Rugby degli Highlanders nel 2006, divenendo titolare fisso nel ruolo di terza linea.
Fu convocato relativamente tardi in Nazionale, a 26 anni, esordendo nel giugno 2008 a Wellington contro l'Irlanda e prendendo successivamente parte al tour di fine anno conclusosi con il Grande Slam degli All Blacks.
Fu convocato per la Coppa del Mondo di rugby 2011 nella quale disputò solo tre incontri, avendo dovuto saltare il resto della competizione a seguito di un infortunio subìto contro la Francia nella fase a gironi del torneo; convocato saltuariamente dopo il torneo, la Federazione non gli ha rinnovato il contratto per il 2013, ed è quindi in procinto di lasciare la Nuova Zelanda alla fine del tour di fine anno 2012, al quale ha preso parte.

## Palmarès
- Coppe del mondo: 1
Nuova Zelanda: 2011